# Help Me
«Help Me» es el primer sencillo y debut como solista del cantante norteamericano Nick Carter extraída de su primer álbum Now or Never, la canción tuvo una gran éxito a nivel mundial y compitió fuertemente con la canción Like I Love You interpretada por su rival Justin Timberlake, su mejor posición obtenida fue en Dinamarca llegando al lugar #6.

## Video musical
Fue dirigido por Chris Applebaum, la grabación contó con la asistencia de Howie Dorough, y se puede ver a Nick en un estudio de grabación, compartiendo con un grupo de amigos, de compras y jugando Baloncesto.
La letra del tema trata principalmente acerca de la petición que hace el intérprete hacia Dios para que lo ayude a guiar su vida, tomar decisiones correctas y saber sobrellevar todos los conflictos mentales y emocionales que supone la vida agitada de un artista mediático.

## Discos sencillos
CD Promocional
1. «Help Me»

Europa Parte 1
1. «Help Me»
2. «Help Me» [Instrumental]

Europa Parte 2
1. «Help Me»
2. «Help Me» [Instrumental]
3. «End Of Forever»
4. «Payback»